# Eugène-Henri Gravelotte
Eugène-Henri Gravelotte (ur. 6 lutego 1876 w Paryżu, zm. 23 sierpnia 1939 w Bénodet) – francuski szermierz, złoty medalista olimpijski.
Na igrzyskach olimpijskich w Atenach w 1896 wystąpił w turnieju floretowym. Był niepokonany w swojej grupie eliminacyjnej, pokonując trzech greckich florecistów. W finale zmierzył się ze swoim rodakiem, Henri Callotem, który również przeszedł swoją grupę eliminacyjną bez porażki. Gravelotte wygrał 3-2.
Brał udział w I wojnie światowej, został odznaczony Legią Honorową (Oficer) i Krzyżem Wojennym.